# ۲۶۷ (میلادی)
۲۶۷ (میلادی) دویست و شصت و هفتمین سال تقویم میلادی است.

## رویدادها
- نخستین یورش گوت ها: گوت ها که اصالتا اهل اسکاندیناوی بودند به همراه سرمتی ها (اصالتا از ایران کنونی) به بالکان و یونان یورش می برند؛ آنها موئسیا و تراکیه را غارت می کنند.

## درگذشتگان
‎